# Winter World University Games 2025/Teilnehmer (Lettland)
| Gelbes Symbol für Goldmedaillen mit stilisierten Olympischen Ringen | Graues Symbol für Silbermedaillen mit stilisierten Olympischen Ringen | Braundes Symbol für Bronzemedaillen mit stilisierten Olympischen Ringen |
| ------------------------------------------------------------------- | --------------------------------------------------------------------- | ----------------------------------------------------------------------- |
| —                                                                   | —                                                                     | —                                                                       |

Lettland nahm mit 8 Athleten (7 Frauen und 1 Mann) an den Winter World University Games 2025 in Turin teil.

## Teilnehmer nach Sportarten

### Eiskunstlauf
| Athleten         | Wettbewerbe | Kurzprogramm/ Rhythmustanz | Kurzprogramm/ Rhythmustanz | Kür    | Kür  | Gesamt | Gesamt |
| Athleten         | Wettbewerbe | Punkte                     | Rang                       | Punkte | Rang | Punkte | Rang   |
| ---------------- | ----------- | -------------------------- | -------------------------- | ------ | ---- | ------ | ------ |
| Frauen           |             |                            |                            |        |      |        |        |
| Anastasija Konga | Einzel      | 47,95                      | 14                         | 102,65 | 9    | 150,60 | 9      |

### Shorttrack
| Athleten          | Wettbewerbe | Vorlauf      | Vorlauf | Viertelfinale | Viertelfinale | Halbfinale    | Halbfinale    | Finale        | Finale        | Rang |
| Athleten          | Wettbewerbe | Zeit         | Rang    | Zeit          | Rang          | Zeit          | Rang          | Zeit          | Rang          | Rang |
| ----------------- | ----------- | ------------ | ------- | ------------- | ------------- | ------------- | ------------- | ------------- | ------------- | ---- |
| Frauen            |             |              |         |               |               |               |               |               |               |      |
| Anna Jansone      | 500 m       | 46,334 s     | 3       | 48,299 s      | 4             | ausgeschieden | ausgeschieden | ausgeschieden | ausgeschieden | 24   |
| Anna Jansone      | 1000 m      | 1:38,649 min | 4       | ausgeschieden | ausgeschieden | ausgeschieden | ausgeschieden | ausgeschieden | ausgeschieden | 29   |
| Anna Jansone      | 1500 m      | —            | —       | 2:39,160 min  | 3             | 2:39,195 min  | 6             | ausgeschieden | ausgeschieden | 17   |
| Patrīcija Sniķere | 500 m       | 47,350 s     | 2       | ausgeschieden | ausgeschieden | ausgeschieden | ausgeschieden | ausgeschieden | ausgeschieden | 16   |
| Patrīcija Sniķere | 1000 m      | NT           | NT      | ausgeschieden | ausgeschieden | ausgeschieden | ausgeschieden | ausgeschieden | ausgeschieden | 36   |
| Patrīcija Sniķere | 1500 m      | —            | —       | 2:45,298 min  | 6             | ausgeschieden | ausgeschieden | ausgeschieden | ausgeschieden | 32   |

### Ski Alpin
| Athleten      | Wettbewerbe  | 1. Lauf     | 1. Lauf | 2. Lauf     | 2. Lauf | Gesamt      | Gesamt |
| Athleten      | Wettbewerbe  | Zeit        | Rang    | Zeit        | Rang    | Zeit        | Rang   |
| ------------- | ------------ | ----------- | ------- | ----------- | ------- | ----------- | ------ |
| Frauen        |              |             |         |             |         |             |        |
| Marta Bērziņa | Riesenslalom | 1:23,72 min | 72      | 1:21,11 min | 61      | 2:44,83 min | 61     |
| Marta Bērziņa | Slalom       | DNF         | DNF     | DNF         | DNF     | DNF         | DNF    |

### Ski-Orientierungslauf
| Athleten                    | Wettbewerbe | Zeit      | Rang |
| --------------------------- | ----------- | --------- | ---- |
| Frauen                      |             |           |      |
| Elize Bremze                | Sprint      | 20:27 min | 30   |
| Eliza Madsena               | Sprint      | 16:56 min | 25   |
| Anete Strauta               | Sprint      | 16:14 min | 22   |
| Männer                      |             |           |      |
| Gustavs Stana               | Sprint      | 14:25 min | 17   |
| Mixed                       |             |           |      |
| Anete Strauta Gustavs Stana | Staffel     | 52:46 min | 13   |
| Elize Bremze Eliza Madsena  | Staffel     | 52:20 min | 18   |